# داريل روبرتسون (لاعب كرة قاعدة)
داريل روبرتسون (بالإنجليزية: Daryl Robertson)‏ هو لاعب كرة قاعدة أمريكي، ولد في 5 يناير 1936 في كريبل كريك في الولايات المتحدة، وتوفي في 31 يوليو 2018 في مدينة سولت ليك في الولايات المتحدة بسبب خلل العضو.

## وصلات خارجية
- داريل روبرتسون على موقع دوري كرة القاعدة الرئيسي (الإنجليزية)
- داريل روبرتسون على موقعبيزبول رفرنس.كوم (الدوري الرئيسي) (الإنجليزية)
- داريل روبرتسون على موقعبيزبول رفرنس.كوم (الدوري الثانوي) (الإنجليزية)